# Бенгалски луциан
Бенгалските луциани (Lutjanus bengalensis) са вид актиноптери от семейство Едри мексикански риби (Lutjanidae).
Те са незастрашен вид.
Таксонът е описан за пръв път от Маркус Елиезер Блох през 1790 година.